# Taxithelium leptosigmatum
Taxithelium leptosigmatum là một loài Rêu trong họ Sematophyllaceae. Loài này được (Müll. Hal. ex Geh.) Paris miêu tả khoa học đầu tiên năm 1901.